# 性質二元論

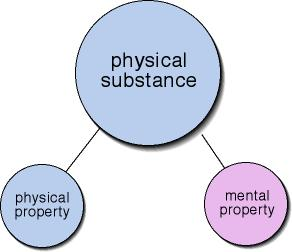
性質二元論の概念図。ひとつの実体（Physical substance）が、二つの性質（Physical property, Mental property）を持つという考え

性質二元論（せいしつにげんろん、英: Property Dualism）は、心身問題に関する形而上学的な立場のひとつで、この世界に存在する実体は一種類だが、それは心的な性質と物理的な性質という二つの性質を持っている、という考え。特性二元論（とくせいにげんろん）、属性二元論（ぞくせいにげんろん）などとも訳される。同じ二元論に分類される実体二元論が、物理的実体とは別に、魂や霊魂といった心的実体を置くのに対し、性質二元論は一種類の実体だけを置く。
そして、二つの異なる性質に関して、一方を他方に還元することができない、一方から他方が創発することができない、と考える。この点で物理主義や観念論といった一元論と立場を分かつ。
現代の心の哲学の分野で議論される二元論は、実体二元論でなく、基本的にこの性質二元論と呼ばれるタイプの二元論である。二つの性質として、物理的なものと意識の主観的な側面（現象意識やクオリアなどと呼ばれる）の二つを考えることが一般的である。性質二元論に分類される立場の代表的な例に、デイヴィッド・チャーマーズの唱える自然主義的二元論がある。

## 類似の概念
類似の言葉として二相理論（double aspect theory）また中立一元論（neutral monism）という言葉がある。二相理論という言葉は一般に「ひとつの基本的なものが心的そして物理的という二つの異なる側面を持つ」といった考え方のことを指すのに使われ、中立一元論という言葉は「心的でも物理的でもない、その両方の特性を併せ持った中立的な実体で世界は構成されている」といった考えのことを指すのに使われる。これらの言葉と性質二元論という言葉との間の意味の違いというのは、それほど明確なものではなく、しばしば互換的に用いられる。

## 対立する立場
ここでは性質二元論と対立する立場について述べる。

### 二元論として物理主義と
性質二元論は二元論であることから、物的な一元論である物理主義と対立する。物理主義も複数の性質を認めはするが、性質二元論と還元または創発の点で異なる考え方を持つ。物理主義は、心的なものは物理的なものに還元できる、または物理的なものから心的なものが創発できる、と考えるのに対し、性質二元論はそう考えない。心的な性質（特に意識の主観的側面と関わる性質）について、物理的なものへの還元または物理的なものからの創発が可能だとする物理主義の主張は、性質二元論の立場からは、「貪欲な還元主義(greedy reductionism)である」または「不合理な創発(brute emergence)である」として批判的に扱われる。